# Svenska cupen i fotboll för damer 2019/2020
Svenska cupen i fotboll för damer 2019/2020 var den 38:e säsongen av Svenska cupen för damer i Sverige. På grund av coronapandemin kunde den aldrig färdigspelas, och ingen mästare korades.

## Uppskjuten och inställd
Som många andra evenemang drabbades Svenska cupen hårt av coronapandemins utbrott i februari/mars 2020.
Den 17 mars 2020 beslutades, i samråd mellan Svenska Fotbollförbundet (SvFF), Svensk Elitfotboll (SEF), och Elitfotboll Dam (EFD), att starten på Allsvenskan, Superettan, Damallsvenskan och Elitettan skull skjutas upp. Det beslutades också att kvarvarande matcher i Svenska cupen för damer och herrar skulle skjutas på framtiden med målbilden att återuppta spelet i anslutning till seriestart.
SvFF:s förbundsstyrelse beslutade den 17 april att ställa in resterande matcher i Svenska cupen för damer. Ingen cupvinnare skulle således koras. För herrarna, där betydligt färre matcher kvarstod, beslutades att fortsätta skjuta upp spelet med ambitionen att tävlingen skulle fullföljas. Frågan hade processats med EFD, SEF, deltagande föreningar och Spelarföreningen. Beslutet motiverades med att "Utifrån det rådande samhällsläget och förtydligade rekommendationer från Folkhälsomyndigheten är SvFF:s uppfattning att det nu råder stor osäkerhet kring att återuppta och genomföra cupmatcher redan i maj."
Vid tillfället för beslutet hade herrarna spelat klart gruppspelet, och hade endast slutspelet kvar, medan damerna endast hade spelat en omgång i gruppspelet.

## Inledande omgångar
Omgång 1–3 spelades 18 april–18 september 2019.

### Omgång 1
| Första omgången – 52 deltagande klubblag | Första omgången – 52 deltagande klubblag | Första omgången – 52 deltagande klubblag |
| ---------------------------------------- | ---------------------------------------- | ---------------------------------------- |
| Lag 1                                    | Resultat                                 | Lag 2                                    |
| Västerås BK30                            | 1–0                                      | Täby FK                                  |
| Vallens IF                               | 0–4                                      | Qviding FIF                              |
| Nättraby GoIF                            | 6–1                                      | Rödsle BK                                |
| Råda BK                                  | 0–6                                      | IK Gauthiod                              |
| Ytterby IS                               | 4–1                                      | Sjömarkens IF                            |
| Älmhults IF                              | 1–4                                      | Hittarps IK                              |
| Smedby AIS                               | 0–4                                      | IFK Norrköping                           |
| Sunnanå SK                               | 7–2                                      | Team TG FF                               |
| Själevads IK                             | 0–1                                      | IFK Östersund                            |
| Avesta AIK                               | 1–8                                      | Gamla Upsala SK                          |
| Rimbo IF                                 | 5–6                                      | Älvsjö AIK FF                            |
| Ulvåkers IF                              | 0–1                                      | RIK Karlskoga                            |
| Eskilsminne IF                           | 0–3                                      | IS Halmia                                |
| Kovlands IF                              | 4–0                                      | IF Team Hudik                            |
| Tyresö FF                                | 5–0                                      | Bele Barkarby FF                         |
| Karlbergs BK                             | 3–7                                      | Enskede IK                               |
| FC Staffanstorp                          | 0–2                                      | Hammenhögs IF                            |
| Dösjöbro IF                              | 3–1                                      | Trelleborgs FF                           |
| Södersnäckornas BK                       | 6–0                                      | P18 IK                                   |
| Eds FF                                   | 1–3                                      | Hertzöga BK                              |
| Ornäs BK                                 | 3–1                                      | Gefle IF                                 |
| Motala AIF                               | 3–5                                      | Örebro SK Söder                          |
| Tvååkers IF                              | 0–2                                      | IF Böljan Falkenberg                     |
| Tranås FF                                | 1–2                                      | Mariebo IK                               |
| Kiruna FF                                | 0–9                                      | Infjärdens SK                            |
| IFK Örby                                 | 0–4                                      | Göteborgs DFF                            |

### Omgång 2
| Andra omgången – 40 deltagande klubblag | Andra omgången – 40 deltagande klubblag | Andra omgången – 40 deltagande klubblag |
| --------------------------------------- | --------------------------------------- | --------------------------------------- |
| Lag 1                                   | Resultat                                | Lag 2                                   |
| Sunnanå SK                              | 0–4                                     | Umeå IK                                 |
| Hertzöga BK                             | 0–6                                     | Mallbackens IF                          |
| Nättraby GoIF                           | 0–1                                     | IFK Kalmar                              |
| Hammenhögs IF                           | 0–2                                     | Asarums IF                              |
| Örebro SK Söder                         | 2–3                                     | RIK Karlskoga                           |
| Ytterby IS                              | 0–1                                     | IK Gauthiod                             |
| Kovlands IF                             | 3–0                                     | IFK Östersund                           |
| Ornäs BK                                | 0–10                                    | Kvarnsvedens IK                         |
| Infjärdens SK                           | 1–4                                     | Morön BK                                |
| Gamla Upsala SK                         | 2–3                                     | IK Uppsala                              |
| IS Halmia                               | 7–1                                     | Hittarps IK                             |
| Dösjöbro IF                             | 3–1                                     | Borgeby FK                              |
| IFK Norrköping                          | 1–3                                     | Västerås BK30                           |
| Mariebo IK                              | 2–3                                     | Lidköpings FK                           |
| Göteborgs DFF                           | 4–2                                     | IF Böljan Falkenberg                    |
| Södersnäckornas BK                      | 0–7                                     | AIK                                     |
| Qviding FIF                             | 0–2                                     | Jitex Mölndal BK                        |
| Enskede IK                              | 0–4                                     | IF Brommapojkarna                       |
| Tyresö FF                               | 1–0                                     | Hammarby IF FF                          |
| Älvsjö AIK FF                           | 2–1                                     | Bollstanäs SK                           |

### Omgång 3
| Tredje omgången – 32 deltagande klubblag | Tredje omgången – 32 deltagande klubblag | Tredje omgången – 32 deltagande klubblag |
| ---------------------------------------- | ---------------------------------------- | ---------------------------------------- |
| Lag 1                                    | Resultat                                 | Lag 2                                    |
| IK Gauthiod                              | 0–4                                      | Kungsbacka DFF                           |
| Dösjöbro IF                              | 0–5                                      | FC Rosengård                             |
| Lidköpings FK                            | 0–4                                      | Kopparbergs/Göteborg                     |
| IFK Kalmar                               | 0–1                                      | Linköpings FC                            |
| Jitex Mölndal BK                         | 0–1                                      | Vittsjö GIK                              |
| Morön BK                                 | 1–2                                      | Piteå IF DFF                             |
| Kvarnsvedens IK                          | 1–3                                      | IK Uppsala                               |
| RIK Karlskoga                            | 0–1                                      | Mallbackens IF Sunne                     |
| IF Brommapojkarna                        | 0–1                                      | Djurgårdens IF FF                        |
| Tyresö FF                                | 2–3                                      | AIK                                      |
| Västerås BK 30                           | 1–4                                      | KIF Örebro DFF                           |
| Asarums IF FK                            | 3–4                                      | Växjö DFF                                |
| IS Halmia                                | 1–3                                      | Limhamn Bunkeflo                         |
| Kovlands IF                              | 2–6                                      | Umeå IK FF                               |
| Göteborgs DFF                            | 1–5                                      | Kristianstads DFF                        |
| Älvsjö AIK FF                            | 0–2                                      | Eskilstuna United DFF                    |

## Gruppspel
Gruppspelet avbröts alltså efter en omgång. Matcherna i omgång 1 spelades 22–23 februari, innan coronapandemin hade brutit ut.

### Grupp 1
| Nr | Lag               | S | V | O | F | GM | IM | MS | P |
| -- | ----------------- | - | - | - | - | -- | -- | -- | - |
| 1  | Kristianstads DFF | 1 | 1 | 0 | 0 | 6  | 0  | +6 | 3 |
| 2  | FC Rosengård      | 1 | 1 | 0 | 0 | 5  | 0  | +5 | 3 |
| 3  | Västerås BK30     | 1 | 0 | 0 | 1 | 0  | 5  | −5 | 0 |
| 4  | IS Halmia         | 1 | 0 | 0 | 1 | 0  | 6  | −6 | 0 |

| Hemma \ Borta     | FCR   | ISH   | KDFF  | VBK   |
| FC Rosengård      | —     | —     | Inst. | 5–0   |
| IS Halmia         | Inst. | —     | 0–6   | —     |
| Kristianstads DFF | —     | —     | —     | Inst. |
| Västerås BK30     | —     | Inst. | —     | —     |

### Grupp 2
| Nr | Lag                  | S | V | O | F | GM | IM | MS | P |
| -- | -------------------- | - | - | - | - | -- | -- | -- | - |
| 1  | Kopparbergs/Göteborg | 1 | 1 | 0 | 0 | 3  | 1  | +2 | 3 |
| 2  | Vittsjö GIK          | 1 | 0 | 1 | 0 | 1  | 1  | 0  | 1 |
| 3  | Växjö DFF            | 1 | 0 | 1 | 0 | 1  | 1  | 0  | 1 |
| 4  | Linköpings FC        | 1 | 0 | 0 | 1 | 1  | 3  | −2 | 0 |

| Hemma \ Borta        | K/G   | LFC   | VGIK  | VDFF  |
| Kopparbergs/Göteborg | —     | 3–1   | Inst. | —     |
| Linköpings FC        | —     | —     | —     | Inst. |
| Vittsjö GIK          | —     | Inst. | —     | —     |
| Växjö DFF            | Inst. | —     | 1–1   | —     |

### Grupp 3
| Nr | Lag               | S | V | O | F | GM | IM | MS | P |
| -- | ----------------- | - | - | - | - | -- | -- | -- | - |
| 1  | Djurgårdens IF    | 1 | 1 | 0 | 0 | 4  | 2  | +2 | 3 |
| 2  | Eskilstuna United | 1 | 1 | 0 | 0 | 1  | 0  | +1 | 3 |
| 3  | Umeå IK           | 1 | 0 | 0 | 1 | 0  | 1  | −1 | 0 |
| 4  | AIK               | 1 | 0 | 0 | 1 | 2  | 4  | −2 | 0 |

| Hemma \ Borta     | AIK   | DIF   | EU    | UIK   |
| AIK               | —     | 2–4   | Inst. | —     |
| Djurgårdens IF    | —     | —     | —     | Inst. |
| Eskilstuna United | —     | Inst. | —     | 1–0   |
| Umeå IK           | Inst. | —     | —     | —     |

### Grupp 4
| Nr | Lag            | S | V | O | F | GM | IM | MS | P |
| -- | -------------- | - | - | - | - | -- | -- | -- | - |
| 1  | Piteå IF       | 1 | 1 | 0 | 0 | 4  | 0  | +4 | 3 |
| 2  | KIF Örebro     | 1 | 1 | 0 | 0 | 4  | 1  | +3 | 3 |
| 3  | Mallbackens IF | 1 | 0 | 0 | 1 | 1  | 4  | −3 | 0 |
| 4  | IK Uppsala     | 1 | 0 | 0 | 1 | 0  | 4  | −4 | 0 |

| Hemma \ Borta  | IKU   | KIF   | MIF   | PIF   |
| IK Uppsala     | —     | —     | Inst. | —     |
| KIF Örebro     | Inst. | —     | —     | —     |
| Mallbackens IF | —     | 1–4   | —     | Inst. |
| Piteå IF       | 4–0   | Inst. | —     | —     |